# Jacob Christian Schäffer
Jacob Christian Schäffer (ur. 31 maja 1718 w Kwerfurcie, zm. 5 stycznia 1790 w Ratyzbonie) – niemiecki duchowny protestancki (superintendent), profesor teologii, doktor filozofii, entomolog, botanik, mykolog, ornitolog i wynalazca.

## Życiorys
W latach 1736–1738 studiował teologię na Uniwersytecie w Halle, a po ukończeniu studiów pracował jako guwerner (edukacja domowa) w Ratyzbonie. W 1760 otrzymał tytuł doktora filozofii na Uniwersytecie w Wittenberdze, a w 1763 tytuł doktora teologii na Uniwersytet Eberharda Karola w Tybindze. W 1741 został pastorem, a w 1779 – superintendentem w Ratyzbonie.

### Entomologia
Do jego głównych prac z zakresu entomologii należy napisany w 1789 roku wstęp do Elementa entomologica oraz wydane w 1779 w trzech tomach dzieło Icones Insectorum circa Ratisbonam indigenorum coloribus naturam referentibus expressae, zawierające 280 ręcznie kolorowanych miedziorytów przedstawiających ponad 3000 wizerunków owadów występujących w okolicach Ratyzbony.

Fotogaleria
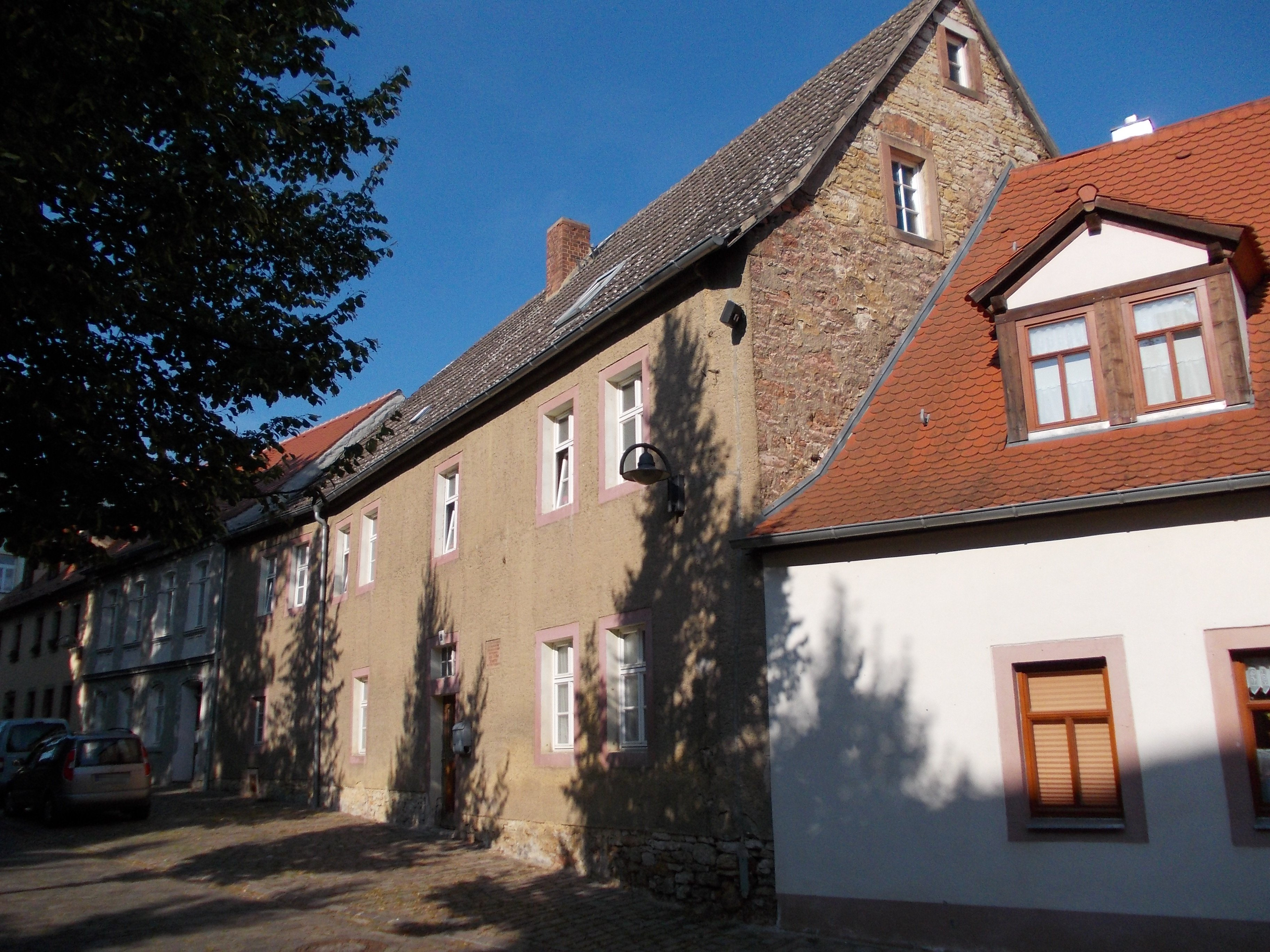
Dom w Kwerfurcie, w którym urodził się Jacob Christian Schäffer
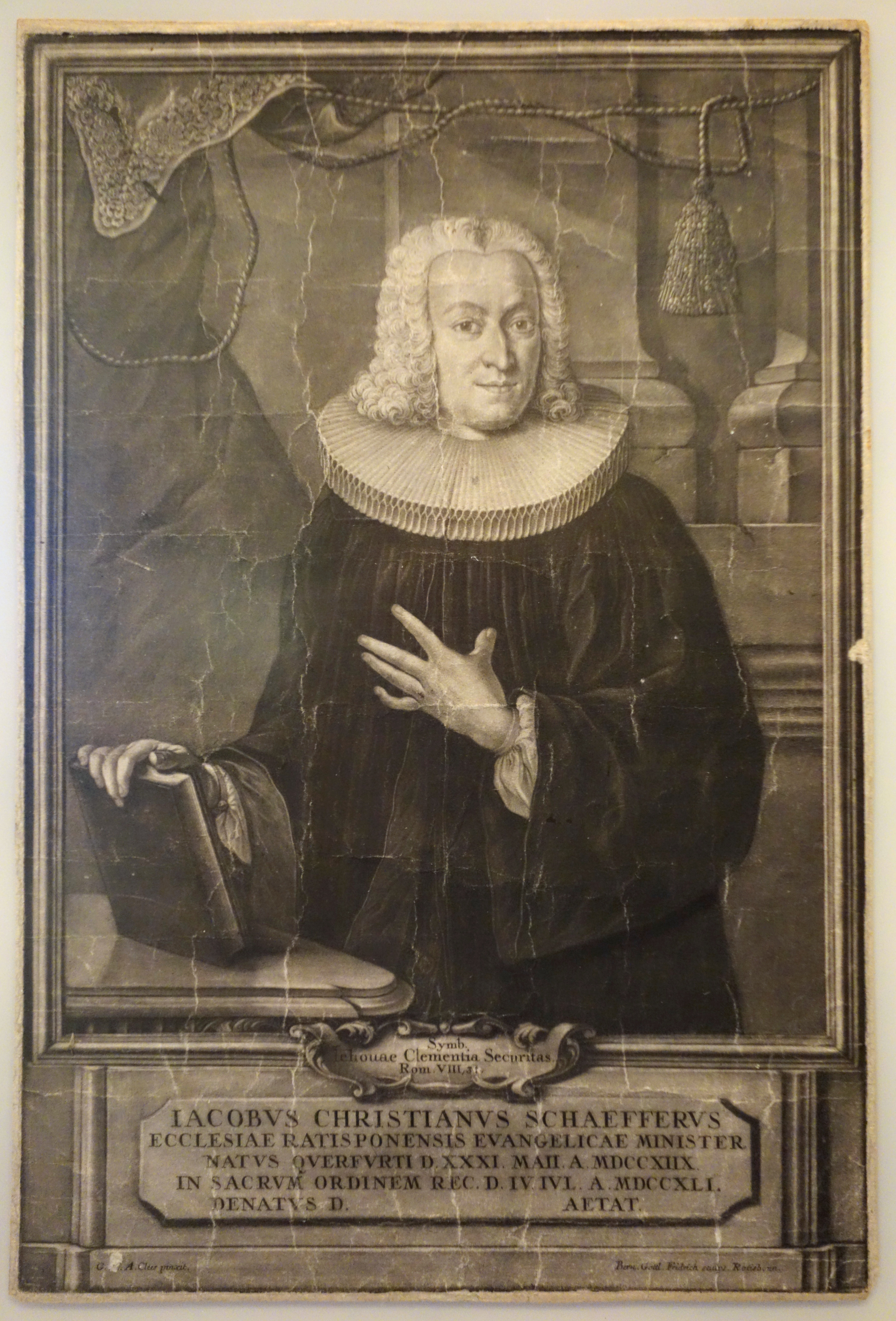
Wizerunek Jacoba Christiana Schäffera, Robert C. Williams Paper Museum w Atlancie
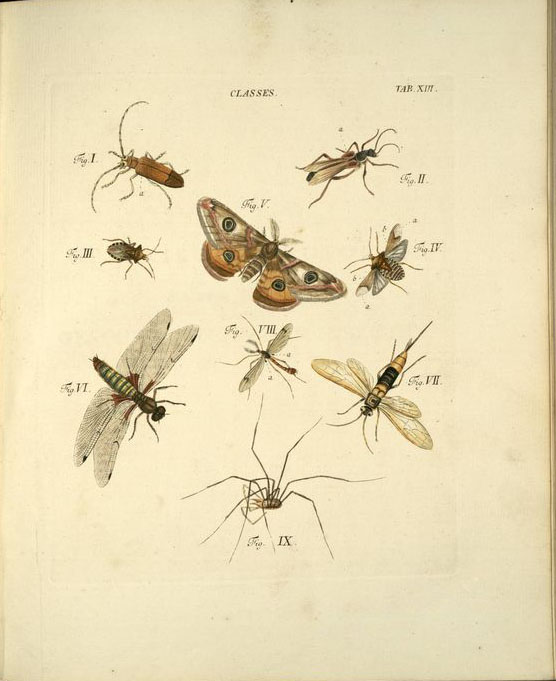
Strona z książki Elementa entomologica, do której Jacob Christian Schäffer napisał wstęp
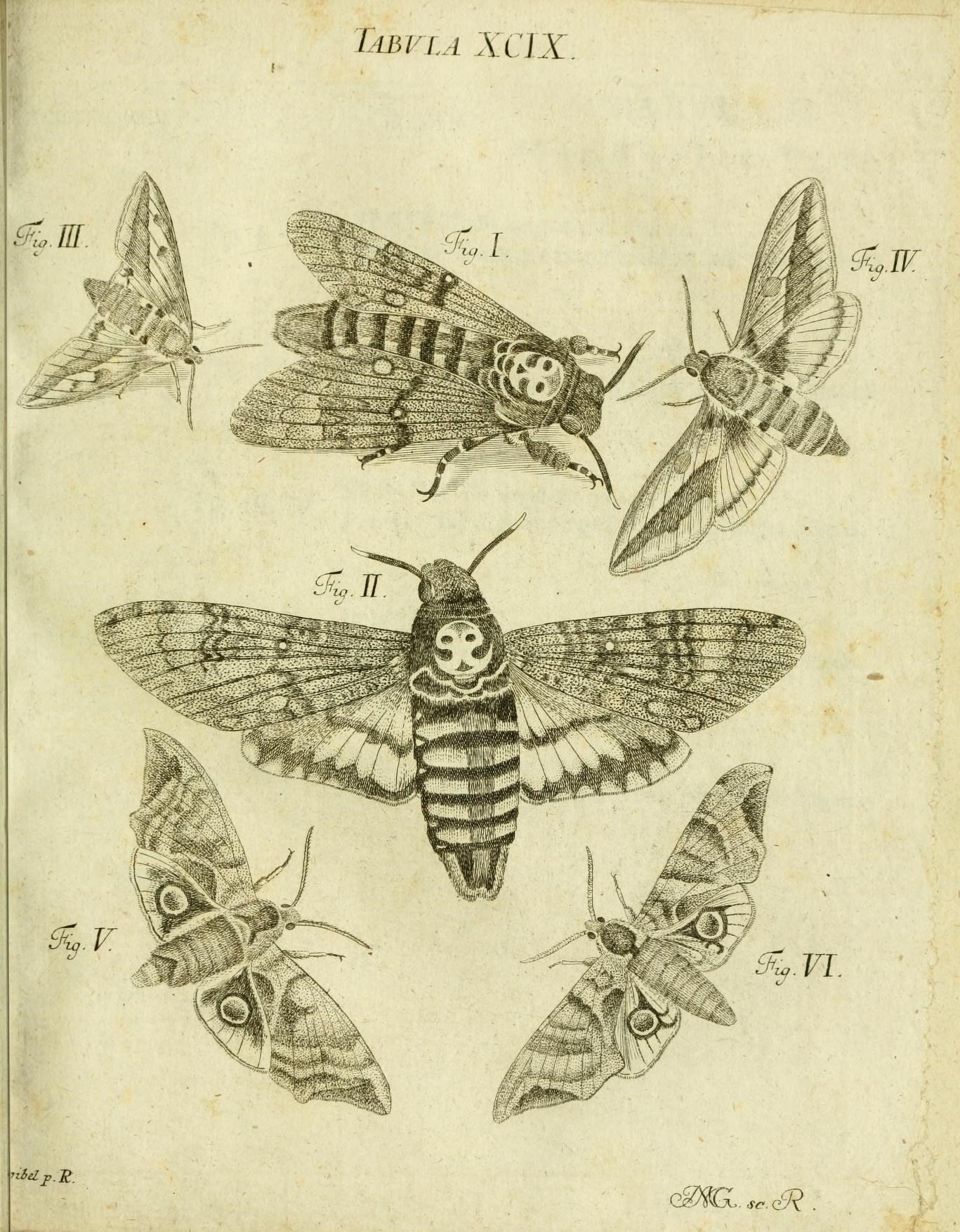
Szkice owadów wykonane przez Jacoba Christiana Schäffera, Icones Insectorum circa Ratisbonam indigenorum coloribus naturam referentibus expressae. Regensburg: Zunkel (1766)